# Roman Baskin
Roman Baskin (Tallinn, 1954. december 24. – 2018. szeptember 13.) észt színész, rendező.

## Életútja
Apja Eino Baskin színész, rendező; anyja Ita Ever színésznő volt. 1973-ban érettségizett Tallinnban. 1980-ban szerzett diplomát a Tallinni Állami Konzervatóriumban. 1980 és 1992 között az apja által alapított Vanalinnastuudio (Óvárosi Stúdió) színházban dolgozott színészként és rendezőként. 1992-től haláláig szabadúszóként alkotott. Az Európai Filmakadémia meghívására előadásokat tartott a Berlini Művészeti Akadémián. Ezenkívül a Balti Film- és Médiaiskolában és az Észt Művészeti Akadémián is előadott.

## Színházi munkái

### Rendezései
- Friedrich Dürrenmatt: Fizikusok
- Molnár Ferenc: Liliom
- Tom Stoppard: Rosencrantz és Guildenstern halott
- Henrik Ibsen: Peer Gynt
- Molière: Tartuffe
- Jean-Paul Sartre: Kean, a színész
- Bernard Shaw: Megtört szívek háza
- Edward Albee: Mindent a kertbe!
- Emily Brontë: Üvöltő szelek
- John Patrick: Teaház az augusztusi holdhoz
- Eduard Vilde: Tabamata ime
- William Shakespeare: Hamlet, dán királyfi
- August Strindberg: Júlia kiasasszony

### Színészként
- Cyrano (Rostand: Cyrano de Bergerac, 1986)
- Hlesztakov (Gogol: A revizor, 1987)
- AA (Mrożek: Emigránsok, 1988)
- Iago (Shakespeare: Othello, 1994)
- Professzor (Kõiv: Filosoofipäev, 1994)
- Richelieu (id. Dumas és Nüganen:  A három testőr, 1995)
- Shotover (Shaw: Megtört szívek háza, 2003)
- Sõdur (Kivastik: Sõdur 2007)
- Laudisi (Pirandello: Amilyennek akarsz, 2007)

## Filmjei
- Keskea rõõmud (1987)
- Minu Leninid (1997)
- Lotti Kütyüfalváról (Leiutajateküla Lotte) (2006, hang)
- Jan Uuspõld läheb Tartusse (2007)
- Kirjad Inglile (2011)
- Kormoranid ehk Nahkpükse ei pesta (2011)
- A félkegyelmű (Idioot) (2011)
- Ballada a világ elfogadásáról (Free Range / Ballaad maailma heakskiitmisest) (2013)
- Family Lies (2016)
- Minu näoga onu (2017)
- Lõks (2018, tv-sorozat, három epizódban)